# لويس أرياس
لويس أرياس (بالإنجليزية: Luís Arias)‏ (12 يونيو 1990 بميلواكي في الولايات المتحدة - ) هو ملاكم أمريكي، صنّف ضمن فئة الوزن المتوسط.

## إحصائيات
خاض خلال مسيرته 21 نزالا، فاز في 18 وتعادل في 1 وخسر في 1. فاز بالضربة القاضية في 9 نزالات.

## روابط خارجية
- لويس أرياس على موقع بوكس ريك (الإنجليزية) (registration required)